# Amity (Nowy Jork)
Amity – miasto w Stanach Zjednoczonych, w stanie Nowy Jork, w hrabstwie Allegany.